# Celso Mellini
Celso Archelao Mellini (Roma, 1500 – 1519) è stato un umanista italiano.
Esponente della famiglia romana dei Mellini e nipote del papa Innocenzo VIII, compì promettenti studi all'interno dello Stato pontificio, distinguendosi nella retorica e nell'eloquenza.
Nel 1519, allorché Pietro Bembo propose di conferire all'umanista belga Christophe de Longueil la cittadinanza onoraria di Roma, Mellini si oppose fermamente, ricordando che Longueil aveva precedentemente ribadito la supremazia del Sacro Romano Impero sull'Impero augusteo.
In particolare il 16 giugno 1519 il giovane pronunciò un'accanita orazione, scritta in collaborazione con altri umanisti capitolini, per avvalorare le proprie tesi, cosicché Longueil fu costretto ad emigrare a Venezia e in seguito a Padova, ove morì nel 1522.
Il 30 novembre 1519 Mellini annegò in un torrente in piena mentre tornava da una battuta di caccia. In suo ricordo fu scritta l'opera Lacrimae in Celsi Archelai Melini funere amicorum, raccolta di carmi ed epigrammi.